# Laurhervasia transvaalensis
Laurhervasia transvaalensis is een insect uit de familie Nemopteridae, die tot de orde netvleugeligen (Neuroptera) behoort. De soort komt voor in Zuid-Afrika.